# Kanzen shōri Daiteiō
Kanzen shōri Daiteiō (完全勝利ダイテイオー?) sarebbe dovuta essere la quarta serie TV anime del franchise Eldran di Takara Tomy e Sunrise. Originalmente, la serie doveva constare di 51 episodi, ma a causa di divergenze concernenti la trama, fu prodotto solo un episodio OAV e un adattamento manga.

## Trama
Eldran, lo spirito della Terra, è a guardia del pianeta contro gli invasori provenienti dall'universo o da altre dimensioni, e dà diversi mecha speciali a gruppi di bambini in caso di necessità. In un giorno pacifico, tuttavia, giungono sulla Terra degli invasori conosciuti come Ogashima. Questa volta i difensori del pianeta saranno un gruppo di ragazzi della classe 5-3 della scuola elementare di Gokuraku City.

## Personaggi

### Squadra Dankettsu
- Tarou Ōmomo (大桃タロウ?, Ōmomo Tarou) è il capo della squadra Dankettsu e pilota di Teioh, Daiteioh e Daiteioh perfetto. Qualche volta chiamato "Momotaro" dai suoi amici, è un ragazzo sfacciato e ossessionato con la squadra Ganba. Dopo l'incontro con Eldran, decide di proteggere la Terra da Ogashima.
- Mai Oozora (大空マイ?, Oozora Mai) è il secondo membro della squadra Dankettsu e pilota di Kuuoh. Unico membro femminile del gruppo e candidamente amata da tutti. Ammira molto la squadra di Difesa della Terra e cinque anni prima ha fatto parte di quel gruppo.
- Kakeru Daichi (大地カケル?, Daichi Kakeru) è il terzo membro della squadra Dankettsu e pilota di Rikuoh. È spesso in conflitto con Tarou ed è bravo nello sport. Ha una grande ammirazione per i Saurer.
- Hiryu Tsukishiro (月城ヒリュウ?, Tsukishiro Hiryu) è il quarto membro della squadra Dankettsu ed è il pilota sia di Ryuoh che di Dairyuoh. È uno studente trasferito da un'altra scuola ed è il cugino di Asuka.

### Mecha
- Teioh (テイオー?) è l'unità base del Daiteioh e robot personale di Tarou. Questo robot ha le fattezze di una scimmia, è specializzata in tutti i tipi di terreni e l'unità è avviata da Gokuracruiser. Teioh forma il torace, il torso e le braccia di Daiteioh.
- Kuuoh (クウオー?) è la seconda unità base del Daiteioh e robot personale di Mai. Ha le fattezze di un fagiano ed è specializzato negli scontri aerei. Spesso Kuuoh è usato per sollevare in cielo Teioh e Rikuoh. Kuuoh forma le gambe e la schiena di Daiteioh.
- Rikuoh (リクオー?) è la terza unità di base del Daiteioh e robot personale di Kakeru. Ha le fattezze di un cane ed è specializzato negli scontri a terra. È solitamente molto veloce e, in combattimento, usa gli artigli e le zanne. Rikuoh forma le gambe e la corazza di Daiteioh.
- Daiteioh (ダイテイオー?) è la combinazione tra Teioh, Rikuoh e Kuuoh quando Tarou attiva il "Victory Combine" (勝利合体?, Shouri Gattai). Di solito quando le tre unità si combinano, il Gokuracruiser attiva il campo Arcobaleno. Daiteioh ha buone potenzialità combattive sia a terra che in volo. Il robot possiede numerose armi al suo interno: il DaiSaucer, un boomerang; il DaiHammer, che viene lanciato dal suo ginocchio; il DaiLauncher, che spara proiettili dalle braccia dell'unità; il DaiteiSword, l'arma da combattimento ravvicinato. Il Daiteioh può anche utilizzare un potente fascio chiamato DaiShine, e finisce il nemico con il Kaiser Daidan End. Il Daiteioh si può combinare ulteriormente con il Dairyuoh formando il Daiteioh Perfetto.
- Il Gokuracruiser (ゴクラクルーザー?) è una corazzata formata dalla scuola elementare di Gokuraku. Le tre aule della scuola divengono il ponte per la navicella utilizzata per trasportare la squadra Dankettsu. Inoltre, aiuta i tre mecha del Daiteioh nelle trasformazioni.
- Ryuoh (リュウオー?) è l'unità di supporto di Daiteioh e robot di Hiryu. Ha l'aspetto di un drago ed è molto forte in combattimento. Inoltre, può trasformarsi in Dairyuoh (ダイリュウオー?). In questo stato, il mecha è specializzato nei combattimenti da lunga distanza.
- Daigenoh (ダイゲンオー?) è la seconda unità di supporto del Daiteioh. Solitamente senza pilota, l'unità può essere attivata da Gokuracruiser quando il Daiteioh è in battaglia. Può trasformarsi in una forma umanoide e, in tale forma, eccelle nei combattimenti dalla distanza. Daigenoh può diventare anche il Genblock Cannon per Daiteioh perfetto.
- Daiteioh perfetto (パーフェクトダイテイオー?) è la forma combinata tra Daiteioh e Dairyuoh. È la più potente unità della squadra Dankettsu.